# Baths
Уилл Визенфельд (англ. Will Wiesenfeld; 16 апреля 1989, Лос-Анджелес) — более известный как Baths, американский музыкант, исполнитель электроники. Он родился в Тарзане и воспитывался в Вудленд-Хиллз. В настоящее время проживает в Калвер-Сити. В 2010 году калифорнийское радио KPCC назвало его «новым крупным электронным музыкантом Лос-Анджелеса». В настоящее время работает с Anticon. Является геем

## История
Уилл Визенфельд получил классическое музыкальное образование и начал изучать фортепиано в возрасте четырех лет, чтобы «конкурировать со своим братом». К двенадцати он полностью отказался от пианино, но непрерывные эксперименты с музыкой привели его к первой записи в четырнадцать лет. Он выпустил несколько проектов, в том числе альбом под названием «The Fabric», под предыдущим прозвищем [Post-fetus]. Он, также, рискнул писать в стиле эмбиент через сайд-проект Geotic.
Визенфельд выбрал свой псевдоним из воспоминания своего детства о том, что перед занятиями искусством и музыкой, он принимал ванну (англ. Bath), которую, он очень любил. Baths выпустил дебютный альбом «Cerulean» на лейбле Anticon в 2010 году. Весь альбом он записал за два месяца в своей спальне. Альбом оказался на 21-м месте из лучших альбомов 2010 года по версии The A.V. Club. Pitchfork номинировал «Cerulean» на «Альбом года: почетное упоминание».
Его третий альбом «Obsidian» был выпущен в мае 2013 года. 6 марта 2014 года во время концерта в Гонконге Визенфельд обнародовал один из своих новых треков из своего EP «Ocean Death», выпущенного 6 мая 2014 года. 16 ноября 2017 года Baths выпустил свой четвертый альбом Romaplasm.

## Стиль
Майк Дайвер из BBC утверждает, что наиболее похожим на Baths является чиллвейв музыкант Toro y Moi. Drowned in Sound отметили, что использование «неортодоксальных» звуков накладывается на электронику, в частности «щелчки, голоса, шелестящие одеяла и ножницы». Британская газета The Guardian прокомментировала, что альбом «Cerulean» напоминает «совместную запись J Dilla, Pavement и Принса». В то время как большая часть музыки инструментальная, она может включать вокал, в основном фальцет.

## Дискография

### Студийные альбомы
- Cerulean (2010)
- Pop Music/False B-Sides (2011)
- Obsidian (2013)[13]
- Romaplasm (2017)[14]

### EP и синглы
- The Nothing (2011)
- Ocean Death (2014)
- Dream Daddy Theme (2017)

### Видеоклипы
- Lovely Bloodflow (2010)
- Out (2017)